# Uristes lepidus
Uristes lepidus är en kräftdjursart. Uristes lepidus ingår i släktet Uristes och familjen Uristidae. Inga underarter finns listade i Catalogue of Life.